# Carl Henrik Nordlander
Mikael Inge Carl Henrik Nordlander, född 10 juli 1909 i Öregrund, död 22 december 2003 i Bromma, var en svensk jurist och ämbetsman.

## Biografi
Nordlander avlade juris kandidatexamen 1930. Han blev assessor i Svea hovrätt 1943 och hovrättsråd 1948. Han var chef över Jordbruksdepartementets rättsavdelning 1946–1950 och blev statssekreterare i samma departement 1950. Han var generaldirektör i Lantbruksstyrelsen 1953–1957 och ordförande i Statens jordbruksnämnd 1957–1960 innan han utnämndes till konsultativt statsråd (partipolitiskt obunden) den 1 december 1959.
Nordlander var sedan verkställande direktör för Sveriges Kreditbank 1961–1974, för PK-Banken 1974 och chef för Riksbanken 1976–1979.
Nordlander hade sidouppdrag som ordförande i riksgäldsfullmäktige 1956–1959 samt styrelseordförande i ASSI 1961–1976 och i Domänverket 1970–1976. Han är begravd på Lidingö kyrkogård.